# Виктор фон Дум (киноперсонаж, 2015)
Ви́ктор фон Дум (англ. Victor von Doom) — персонаж супергеройского фильма «Фантастическая четвёрка» (2015) Джоша Транка от студии 20th Century Fox, основанный на одноимённом суперзлодее Marvel Comics, созданном сценаристом Стэном Ли и художником Джеком Кирби. Роль Дума исполнил Тоби Кеббелл.
Виктор фон Дум был гениальным учёным, который работал с доктором Франклином Штормом над открытием альтернативного измерения и способом добраться туда. Тем не менее, он покинул Институт Бакстера по собственным причинам и согласился вернуться к работе над проектом из-за чувств к Сьюзан, дочери Франклина. Объединив усилия с вундеркиндом Ридом Ричардсом, Сьюзан и её братом Джонни, Виктору удалось построить Квантовые врата, однако, санкционирующее эксперимент правительство отстранило учёных от посещения альтернативного измерения. Тщеславный Виктор отказался отдавать свою славу славу другим людям и воодушевил Ричардса, Шторма и Бена Гримма стать первооткрывателями так называемой Планеты 0, однако, после прохождения через Квантовые врата, Виктор упал в эпицентр органической материи и в течение следующего года считался погибшим. Тем не менее, он не умер, а слился с Планетой 0, мутировав в существо, известное как Дум (англ. Doom).
Кеббелл был удостоен смешанных отзывов критиков и фанатов Marvel за своё исполнение роли Дума.

## Создание образа

### Первое появление персонажа
Подобно многим другим персонажам Серебряного века комиксов Marvel, Доктор Дум был создан Стэном Ли и Джеком Кирби. Из-за высоких продаж комикса The Fantastic Four, Ли и Кирби хотели «вдохнуть новую жизнь [в комикс]… придумать суперсенсационного нового злодея». При выборе имени для него Ли остановился на «Докторе Думе», объясняя это тем, что оно «красноречиво в своей простоте — великолепно в подразумеваемой угрозе».
Джек Кирби изобразил Дума как воплощение смерти, однако, вместо скелета оснастил его доспехами. Сам Кирби аргументировал свой выбор следующим образом: «Смерть ассоциируется с доспехами и нечеловеческой сталью. Смерть — это нечто безжалостное, а человеческая плоть олицетворяет милосердие». Также Кирби описал Дума как «параноика», подавленного своим изуродованным лицом, который желает, чтобы весь мир был похож на него. Тем не менее художник / сосценарист отметил, что «Хоть Дум и злодей, он не всегда был таким. Он пользовался уважением… но из-за изъяна собственного характера он был перфекционистом». В какой-то момент в 1970-х Кирби изобразил своё представление о том, как Дум должен выглядеть под маской, нарисовав один единственный шрам на его щеке: «Из-за этого незначительного несовершенства Дум прячет лицо не от мира, а от самого себя». Таким образом Кирби аргументировал мотивацию Доктора, считающего, что из-за своего маленького шрама Дум хочет быть выше людей, которые его лишены. В сюжетах Стэна Ли причиной регулярных поражений Дума является его высокомерие, тогда как из-за гордыни персонажа он становится жертвой собственных изобретений.
Первое появление Виктора фон Дума в кино состоялось в так и не вышедшем фильме «Фантастическая четвёрка» Роджера Кормана, где его сыграл Джозеф Калп. В дилогии Тима Стори роль Доктора Дума исполнил Джулиан Макмэхон.

### Кастинг и исполнение
В марте 2014 года 20th Century Fox объявила, что роль Виктора фон Дума исполнит Тоби Кеббелл. Также прослушивание проходили такие актёры, как Сэм Райли, Эдди Редмэйн и Донал Глисон. Ещё одним кандидатом был Мадс Миккельсен.
В мае 2016 года Кеббелл заявил, что не намерен повторить роль персонажа в потенциальном сиквеле фильма. В 2017 году в интервью для HeyUGuys актёр отметил, что вновь сыграет Дума только в том случае, если персонаж станет частью медиафраншизы «Кинематографическая вселенная Marvel».

### Характеризация
По первоначальной задумке персонаж был известен под именем Виктор Домашёв, который являлся русским хакером, использующим в сети ник «Дум». Тем не менее, из-за негативной реакции поклонников персонажа его образ был приближен к классической версии. Также, в черновом варианте сценария Джереми Слейтера Дум должен был стать герольдом Пожирателя миров Галактуса и диктатором Латверии.
Виктор — компьютерный техник и специалист, являющийся протеже доктора Франклина Шторма, к которому, в свою очередь, относится как к отцу. Агрессивный, мстительный и сообразительный Дум изменился во время нахождения в Негативной зоне. По словам Кеббелла, исполняя роль Дума он прежде всего хотел подобрать для персонажа подходящий голос: «В мультсериале он никогда не звучал так, как я себе представлял его голос, когда был ребёнком и читал комиксы. Я потратил большую часть времени на это не потому, что был фанатом, а скорее из-за собственной педантичности, из-за которой я стремился получить то, чего всегда хотел».
Продюсер «Фантастической четвёрки» Саймон Кинберг отметил, что Дум играл в фильме столь значимую роль, что и «главные» герои и выглядел на их фоне более трагичным персонажем, в конечном итоге ставшим злодеем.

### Визуальные эффекты
За визуализацию костюма Дума отвечала компания Pixomondo. По сюжету, во время нахождения на Планете 0 скафандр Виктора слился с его телом, отчего перед специалистами по специальным эффектам стояла задача отобразить этот процесс в мутировавшом обличьи персонажа. Шон Фейден из Pixomondo отметил: «Мы визуализировали части костюма таким образом, что бы смешать их поверх латного костюма. Часть шеи костюма была увеличена, чтобы углубить трещины и добавить зелёное свечение, в то время как глазницы также подверглись обработке. Вокруг глаз Тоби были большие дыры, и под ними можно было разглядеть его чёрный макияж».

## Биография

### Посещение Планеты 0 и мутация
Виктор фон Дум — сотрудник Фонда Бакстера и протеже доктора Франклина Шторма, ставший затворником из-за неизвестного происшествия. Фон Дум получает приглашение присоединиться к совместной работе над устройством, позволяющим переместиться в параллельное измерение, которое было открыто молодым гением Ридом Ричардсом. Узнав, что Сьюзан, к которой Дум испытывает безответные чувства, также будет привлечена к работе, Виктор соглашается. В ночь после завершения устройства Виктор, Рид и Джонни Шторм отмечают окончание работы, посчитав несправедливым, что на их месте в экспедицию отправятся люди из NASA. Вик подталкивает товарищей стать первыми людьми, покорившими новое измерение, после чего все трое, прихватив с собой друга Рида по имени Бен Гримм, отправляются в экспедицию. В новом измерении исследователи находят необычную материю, после контакта с которой возникает энергетическая буря. При попытке добраться до капсул телепорта фон Дум оказывается поражён таинственной материей, его скафандр повреждается, а сам Виктор падает в извергающееся жерло. Через год Рид с командой под контролем военных собирает улучшенную модель телепорта и команда подготовленных людей перемещается на «Планету 0», где обнаруживает выжившего Виктора. Исследования на военной базе показывают, что скафандр Виктора из-за воздействия материи сросся с его телом, а сам он приобрёл свои «магические» способности. Заявив о своём намерении оградить свой новый мир от чужаков, Виктор, провозгласив себя «Думом», убивает военных и учёных, включая Франклина Шторма, и перемещается обратно на Планету 0, открывая поглощающую Землю червоточину. Рид, Сьюзан, Джонни и Бен следует за ним в другой мир, где, объединив усилия и действуя как одна команда, бросают его в уничтожающее энергетическое поле.

## Критика
Джим Вейвода из IGN раскритиковал дизайн киноверсии персонажа: «Сам Дум представляет собой ужасно выглядящий эффект. Со времён Зелёного гоблина из оригинального фильма о Человеке-пауке вы не видели настолько невыразительной маски. Дум выглядит как диско-версия Железного Дровосека. Идея слияния защитного костюма с его телом имеет смысл, но разве это должно было выглядеть так ужасно и дёшево? Это позор, потому что Тоби Кеббелл — прекрасный актёр, но он, как и остальные талантливые актёры вынужден теряться из-за скучной истории и бездарной режиссуры».
Кеббелл, признававший значимость Доктора Дума в мире комиксов, выразил сожаление в интервью с Forbes о своей «глупой» интерпретации, назвав главной причиной неудачного киновоплощения персонажа «плохое руководство и организацию» представителей 20th Century Fox.